# Walter Sydney Adams
Walter Sydney Adams (20. december 1876 – 11. maj 1956) var amerikansk astronom.

## Liv og arbejde
Adams blev født i Antiokia, Tyrkiet, som søn af Lucien Harper Adams og Nancy Dorrance Francis Adams, et missionærpar fra New Hampshire, og kom til USA i 1885. Han tog eksamen fra Dartmouth College i 1898 og fortsatte sin uddannelse, først i Chicago og derefter i Tyskland. Efter at være vendt tilbage til USA indledte han en karriere inden for astronomi, som kulminerede i stillingen som direktør for Mount Wilson-observatoriet 1923-1946.
Hans primære interesse var studiet af stjernespektre. Han arbejdede med spektroskopi af Solen og var med-opdager af forholdet mellem den relative intensitet af visse spektrallinjer og en stjernes absolutte størrelsesklasse. Han kunne vise, at spektre kunne bruges til at afgøre, om en stjerne var en kæmpestjerne eller en dværg. I 1915 begyndte han at studere Sirius' følgestjerne og fandt, at til trods for at den kun var lidt større end Jorden, var stjernens overflade lysere per arealenhed end Solen, og at den var næsten lige så massiv som den. En sådan stjerne blev senere kendt som en hvid dværg. Sammen med Theodore Dunham opdagede han desuden den store forekomst af kuldioxid i det infrarøde spektrum for Venus.
Adams døde i en alder af 79 år i Pasadena, Californien.

## Priser og æresbevisninger
Priser og æresbevisninger
- Guldmedalje fra Royal Astronomical Society (1917)[9]
- Henry Draper-medaljen fra National Academy of Sciences (1918)[10]
- Medlem af American Academy of Arts and Sciences (1922)[11]
- Valz-prisen fra Det franske Videnskabsakademi (1923)[12]
- Bruce-medaljen (1928)[13][14]
- Janssen-medaljen fra Det franske Videnskabsakademi (1934)
- Udenlandsk medlem af Royal Society (1950)[1]
- Henry Norris Russell-lektorat (1947)

Opkaldt efter ham
- Asteroiden 3145 Walter Adams.
- Et krater på Mars.
- Krateret Adams på Månen er opkaldt i fællesskab efter ham, John Couch Adams og Charles Hitchcock Adams.

## Yderligere læsning
- Asimov's Biographical Encyclopedia of Science and Technology, Isaac Asimov, Doubleday & Co., Inc., 1972, ISBN 0-385-17771-2